# Pomphorhynchus rocci
Pomphorhynchus rocci är en hakmaskart som beskrevs av Cordonnier och Ward 1967. Pomphorhynchus rocci ingår i släktet Pomphorhynchus och familjen Pomphorhynchidae. Inga underarter finns listade i Catalogue of Life.